# 퍼시 알렉산더 맥메이헌
퍼시 알렉산더 맥메이헌(영어: Percy Alexander MacMahon, 1854~1929)은 영국의 수학자이다. 조합론, 특히 자연수의 분할에 대하여 기여하였다.

## 생애
1854년 9월 26일에 당시 대영 제국의 일부였던 몰타 슬리마에서 태어났다. 이후 첼트넘에서 자랐고, 14세에 명문 사립 학교인 첼트넘 칼리지(영어: Cheltenham College)에 입학하여 1868년 2월~1870년 12월 동안 재학하였다. 16세 때 런던 울리치의 울리치 왕립 사관 학교(영어: Royal Military Academy, Woolich)에 입학하여, 2년 만에 졸업하였다.
1873년 3월 12에 영국군 중위로서 당시 대영 제국의 일부였던 인도 첸나이에 도착하였다. 이후 러크나우와 코하트에 있다가, 병으로 인해 1877년 12월 22일에 18개월 동안 병가(病暇)를 냈고, 1878년 초에 잉글랜드로 귀국하였다. 이 때문에 맥메이헌은 수많은 사상자를 낸 제2차 영국-아프가니스탄 전쟁(1878년~1880년)을 피할 수 있었다.
잉글랜드에서 맥메이헌은 1880년에 2년 동안 포병술 과목을 이수하였고, 1881년에 졸업과 함께 대위로 승진하였다. 그 뒤 맥메이헌은 모교인 울리치 사관 학교에서 강사로 취임하였고, 이 곳에서 수학에 흥미를 갖고 연구하기 시작하였다. 1890년에 왕립 학회 회원이 되었다. 1890년대에 소령으로 승진하였다.
1898년에 군에서 은퇴하였다. 1919년에 왕립 학회의 실베스터 메달을 수여받았다. 1929년 크리스마스에 웨스트서식스주 보그너리지스(영어: Bognor Regis)에서 사망하였다.

## 참고 문헌
- Garcia, Paul (2006). 《Life and Work of Major Percy Alexander MacMahon》 (영어). 박사 학위 논문. The Open University. 2009년 8월 31일에 원본 문서에서 보존된 문서. 2015년 10월 31일에 확인함.